# تفاعل فريدل-كرافتس
تفاعل فريدل-كرافت أو تعادل فريدل كرافت (Friedel–Crafts reaction) هو تفاعل عضوي يتضمن إجراء إضافة مستبدلات إلى الحلقات العطرية بوجود حفاز من حمض لويس. ينسب هذا التفاعل إلى مكتشفيه شارل فريدل وجيمس كرافت، واللذان اكتشفاه سنة 1877.
هناك نمطان رئيسيان من تفاعل فريدل-كرافت، الأول هو إجراء تفاعل ألكلة ويسمى حينها ألكلة فريدل-كرافت، في حين أن الثاني يشمل إجراء عملية أسيلة ويسمى حينها أسيلة فريدل-كرافت.
يحدث تفاعل فريدل-كرافت بين الحلقات العطرية مثل البنزين مع مركبات عدة أشهرها مركبات الهيدروكربونات الهالوجينية بوجود حفاز من حمض لويس مثل كلوريد الألومنيوم AlCl3 وكلوريد الحديد الثلاثي FeCl3. يمكن تفسير آلية تفاعل فريدل-كرافت على أنها استبدال عطري شغوف بالإلكترونات.
يمكن أن يتم تفاعل فريدل-كرافت داخل الجزيء نفسه، كما هو الحال في تفاعل تحضير التترالين:

## اقرأ أيضاً
- ألكلة